# 2764 Меллер
2764 Меллер (2764 Moeller) — астероїд головного поясу, відкритий 8 лютого 1981 року.
Тіссеранів параметр щодо Юпітера — 3,625.